# Bertrix
Bertrix ist eine belgische Gemeinde in der Provinz Luxemburg.
Sie besteht aus den Ortschaften Bertrix, Auby-sur-Semois, Cugnon, Jéhonville und Orgeo.
In Bertrix gibt es ein Schiefermuseum.

## Verkehr
- Athus-Maas-Linie nach Libramont, Athus und Dinant
- Bahnstrecke Athus–Libramont

## Geschichte
Am 11. Mai 1940, dem zweiten Tag des Westfeldzuges, wurde Bertrix gegen 16:00 Uhr von Truppen der Wehrmacht (1. Panzer-Division) eingenommen, deren Ziel es war, die Maas bei Sedan zu überqueren, was ihnen zügig gelang. Vorher waren französische Kavallerieeinheiten auf dem Rückzug durch Bertrix gezogen. Sie hatten einige leichte Panzer vom Typ Hotchkiss H-39 dort aufgegeben – da der H-39 nur eine 37-mm-Kanone hatte, konnte er dem deutschen Panzer III und Panzer IV nicht gefährlich werden.
Belgien war bis zum Winter 1944/45 von der Wehrmacht besetzt. Die Region Bertrix war auch von der Ardennenoffensive ab dem 16. Dezember 1944 betroffen.

## Persönlichkeiten
- Étienne Constantin de Gerlache (1785–1871), Politiker
- Antoine Gillet (* 1988), Sprinter

## Fußnoten

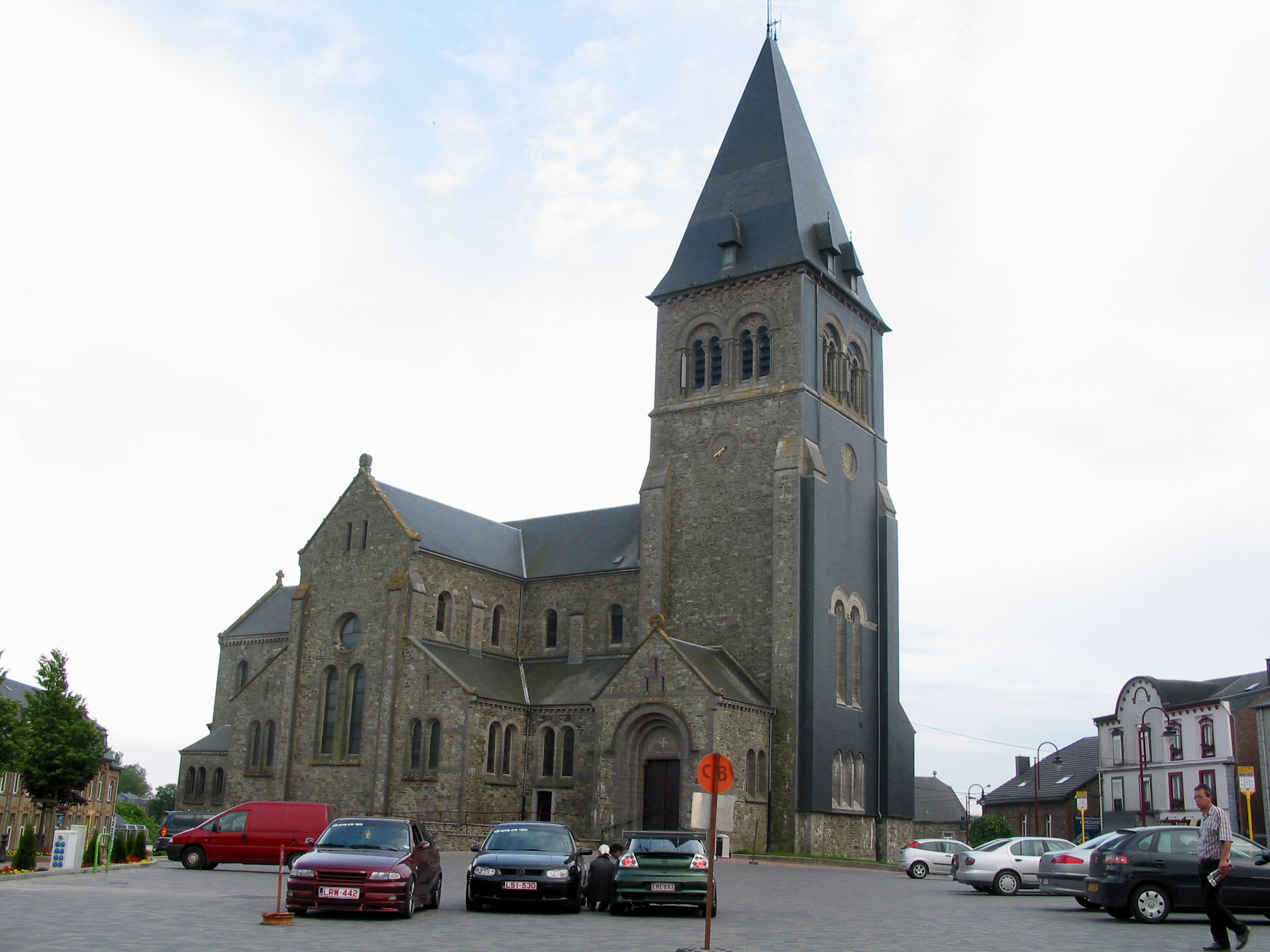
Kirche St. Stephan in Bertrix